# Gnophos pullaria
Gnophos pullaria là một loài bướm đêm trong họ Geometridae.